# Godelieve Verbruggen
Godelieve Verbruggen (Gand, 1º maggio 1958) è un'ex cestista belga.

## Carriera
Con il Belgio ha disputato due edizioni dei Campionati europei (1976, 1980).